# Hamvai Kornél
Hamvai Kornél (Budapest, 1969. július 12. –) magyar író, műfordító, dramaturg.

## Életpályája
Az Eötvös Loránd Tudományegyetem Bölcsészettudományi Kar Angol–Amerikai Intézet angol szakán végzett 1995-ben, majd az Oxfordi Egyetemen volt ösztöndíjas 1997-ig.
Egy 2002-ben adott interjújában önmagát elsősorban prózaírónak tartotta, ugyanakkor az ezt követő években újabb prózai művön nem dolgozott. Interjút is csak hét évvel később adott újra a Litera irodalmi portálnak.
Neve, a színház világában 1996-óta ismert. A Vígszínház Házi Színpada -fordításában- ekkor mutatta be, Thomas Middleton-William Rowley Átváltozások című drámáját. Egy évvel később szerzőként is bemutatkozott. A Kaposvári Csiky Gergely Színház tűzte műsorára a Körvadászat című drámáját.
2003-2008 között a Nemzeti Színház dramaturgja volt. 2014-től a Thália Színház irodalmi vezetője.
A Színházi adattárban regisztrált bemutatóinak száma: Szerző: 35; fordító: 113; dramaturg 4.

## Kötetei
- Márton partjelző fázik. Regény; Ab Ovo, Budapest, 1995
- Linienrichter Márton friert. Roman (Márton partjelző fázik); németre ford. Karlheinz Schweitzer; Schäfer, Herne, 1999
- A prikolics utolsó élete; Ab Ovo, Budapest, 2001
- Hóhérok hava. Hat színdarab; Ulpius-ház, Budapest, 2005
- Szigliget. Balmorál két részben; Michael Frayn Balmoral című darabjából írta Hamvai Kornél; Nemzeti Színház, Budapest, 2007 (Nemzeti Színház színműtár)
- Sánta Ferenc: Az ötödik pecsét; színpadi változat Hamvai Kornél; Nemzeti Színház, Budapest, 2007 (Nemzeti Színház színműtár)
- Vesztegzár a Grand Hotelben. Zenés vígjáték két részben; Rejtő Jenő regényéből írta Hamvai Kornél, zeneszerző Darvas Benedek, versek Varró Dániel; Nemzeti Színház, Budapest, 2008 (Nemzeti Színház színműtár)

## Drámai munkái
- 1997 – Körvadászat
- 2000 – Hóhérok hava[4]
- 2002 – Kitty Flynn
- 2002 – Lüzisztraté
- 2002 – Pokol – Allan Livier álnéven
- 2003 – Játék az isteni Claudiusról
- 2003 – Castel Felice
- 2006 – Vesztegzár a Grand hotelben
- 2007 – Szigliget
- 2009 – Harmadik figyelmeztetés
- 2009 – Sztálinváros

## Díjai
- 1996 – Bródy Sándor-díj
- 1997 – Színikritikusok díja
- 1998 – Dramaturg Céh díja
- 1999 – Móricz Zsigmond-ösztöndíj
- 2000 – Örkény István drámaírói ösztöndíj
- 2000 – Dramaturg Céh díja
- 2000 – Szép Ernő-jutalom
- 2000 – Színikritikusok díja
- 2000 – Színikritikusok fordítói különdíja
- 2002 – Déry Tibor díj
- 2003 – Magyar Szépírók Társaságának díja próza kategóriában A prikolics utolsó élete című művéért[5]